# Meister von 1518

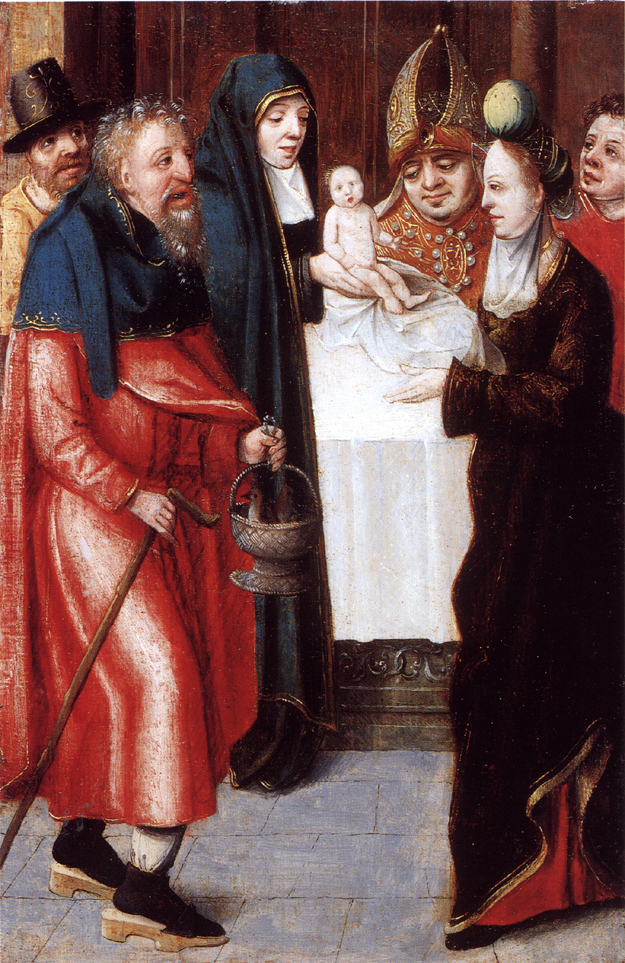
Meister von 1518: Darstellung im Tempel. 16. Jahrhundert. Privatbesitz

Als Meister von 1518 ist der Notname für einen namentlich nicht bekannten flämischen Künstler bezeichnet, der die Verkündigungsszene des Antwerpener Retabels in der Marienkirche in Lübeck gemalt hat. Der in der Marientidenkapelle zu findende doppelflügelige und innen geschnitzte Altar zeigt in geschlossenem Zustand dieses Verkündigungsbild des Meisters. Am Altar ist die Jahreszahl 1518 zu finden, wonach der Maler seinen Notnamen erhielt. Das weiter nicht signierte Werk in Lübeck wurde 1522 vom  Kaufmann Johann Bone für die Kapelle gestiftet.
Neben dem  Bild in Lübeck werden dem Meister von 1518 durch Stilvergleich weitere Werke zugeordnet. Er und seine Werke werden unterschiedlich auch mit Namen wie Jan van Dornicke, Jan Mertens van Dornicke oder auch Jan Gossaert verbunden. Auch Pieter Coecke wird genannt. Somit sind einige seiner Bilder eventuell einer Werkstattmitarbeit dieser Künstler zuzuordnen. Weiter wird vermutet, dass der Meister von 1518 mit dem Meister der Abtei von Dilighem identisch ist.
Der Meister von 1518 wird den Antwerpener Manieristen zugeordnet, einer kunsthistorischen Gruppierung von Mitgliedern der Antwerpener St.-Lukas-Gilde zu Beginn des 16. Jahrhunderts. Seine Bilder zeigen in der Regel religiöse Szenen, in denen noch gotische Figuren in spektakulärer Renaissancearchitektur dargestellt werden. Eventuell hat der Meister für einige Bilder Holzschnitte von Dürer als Vorlagen verwendet. Neben der auch für andere Antwerpener Manieristen typischen realistischen und lebhaften Erzählweise der oft in reicher Kleidung gezeigten Figuren zeichnet sich das Werk des Meisters von 1518 durch eine besonders lebhafte Farbgebung und einen besonderen Sinn für delikate Strukturierung des Bildinhaltes aus.